# Andrzej Rymsza
Andrzej Rymsza (ukr. Андрій Римша) (ur. ok. 1550, zm. po 1595) – polski i ruski (starolitewski) pisarz i poeta. Tłumacz z języka łacińskiego, autor licznych epigramatów na herby magnackie. Tworzył w II połowie XVI wieku; uważany jest za jednego z ojców białoruskiej poezji.

## Życiorys
Urodził się we wsi Penczyn (biał. Пянчын) w pobliżu Nowogródka, w szlacheckiej, ruskiej rodzinie. Wykształcenie zdobył w szkole w Ostrogu, doskonale władał łaciną i językiem ruskim i polskim.
Przyjaźnił się z polskimi poetami, Janem Kazanowiczem i Janem Radwanem.
Służył na dworze książąt Radziwiłłów, gdzie pełnił obowiązki administratora majątków hetmana polnego Krzysztofa Radziwiłła w Birżach. Uczestniczył w wyprawach moskiewskich Stefana Batorego w służbie książąt Radziwiłłowskich.
Tematyka twórczości Rymszy była bezpośrednio związana z życiem poety, o czym świadczą chociażby epigramaty jego autorstwa i utwory dotyczące wypraw wojennych. Uznawany jest za jednego z ojców białoruskiej poezji sylabicznej, wzorowanej na średniowiecznej łacińskiej i polskiej. Andrzej Rymsza jest twórcą pierwszego w drukarstwie cyrylickim wydanego osobno dzieła poetyckiego (Chronologia). Wcześniej podobne utwory wydawano jedynie w zbiorach lub dodawano do kolejnych wydań Biblii ostrogskiej.
Nie wiadomo kiedy i w jakich okolicznościach zmarł.

## Utwory
- Chronologia (Хронологія, Которогося месеца што за старых веков дЂело короткое описаніе) - wydana w 1581 roku w Ostrogu.
- Dziesięcioroczne powieści wojennych spraw książęcia Krzysztofa Radziwiłła – wydane w 1585 roku w Wilnie.

## Epigramaty
- Na herb pana Wołłowicza (Na hierb pana Wołowicza) 1585.
- Na herby Lwa Sapiehy (Na hierby Lwa Sapiehy) 1588.
- Na herby Teodora Skumina (Na hierby Teodora Skumina) 1591.